# Ahti Toivanen
Ahti Toivanen (Polvijärvi, 5 januari 1990) is een Fins biatleet. Hij nam één keer deel aan de Olympische Winterspelen.

## Carrière
Toivanen maakte zijn debuut in de wereldbeker op de sprint in Kontiolahti tijdens het seizoen 2009/2010. Hij behaalde geen podiumplaatsen in de wereldbeker.
In 2014 nam Toivanen deel aan de Olympische Winterspelen. Hij eindigde 61e in de sprint. In het individueel nummer kwam hij niet verder dan de 55e plaats.

## Belangrijkste resultaten

### Olympische Winterspelen
| Jaar | Plaats | Resultaten                             |
| ---- | ------ | -------------------------------------- |
| 2014 | Sotsji | 61e 10 km sprint 55e 20 km individueel |

### Wereldkampioenschappen
| Jaar | Plaats           | Resultaten |
| ---- | ---------------- | --- |
| 2011 | Chanty-Mansiejsk | 19e 4x7,5 km estafette 87e 10 km sprint                                                                       |
| 2012 | Ruhpolding       | 16e gemengde estafette 20e 4x7,5 km estafette 89e 20 km individueel 97e 10 km sprint                          |
| 2013 | Nové Město       | 18e gemengde estafette 20e 4x7,5 km estafette 69e 10 km sprint 81e 20 km individueel                          |
| 2015 | Kontiolahti      | 9e gemengde estafette 13e 4x7,5 km estafette 51e 20 km individueel 54e 10 km sprint 54e 12,5 km achtervolging |

### Wereldbeker
Eindklasseringen
| Seizoen   | Algemeen | Individueel | Sprint | Achtervolging | Massastart |
| --------- | -------- | ----------- | ------ | ------------- | ---------- |
| 2011/2012 | 99e      | -           | 91e    | -             | -          |
| 2012/2013 | 92e      | -           | 79e    | -             | -          |
| 2014/2015 | 88e      | 63e         | -      | -             | -          |